# Chacao (cacique)
Le cacique Chacao, est un indigène des Caraïbes, qui gouvernait dans la région de la vallée de Caracas alors appelée San Francisco. Cette région porte aujourd'hui son nom, c'est la municipalité de Chacao.
Vers 1567, Chacao est  fait prisonnier par Juan de Gamez à qui Diego de Lozada avait demandé de faire « une entrée » pour capturer des indigènes. Pourtant il a été relâché  par Lozada. Ce qui nous laisse supposer l'intérêt que ce dernier avait d'essayer d'acquérir la confiance et l'amitié du chef indigène afin de faciliter la pacification de la région. 
Cependant cette tentative fut un échec puisqu'en 1568 Chacao s'est allié avec Guaicaipuro et d'autre Chefs indigènes pour faire front à l'avancée de la conquête espagnole. Ils se sont battus et ils ont perdu contre ce même Losada dans la bataille de Maracapana. Son nom est resté comme un village à l'est de Caracas englobé aujourd'hui dans la zone métropolitaine.